# Скаржинский, Казимеж
Казимеж Скаржинский (пол. Kazimierz Skarżyński; 15 декабря 1887 года, Крочево под Плоньском — 10 июня 1962 года, Калгари, Канада) — генеральный секретарь Польского Красного Креста в период Второй мировой войны, автор первого рапорта о катынском преступлении и руководитель комиссии ПКК в Катыни в 1943.
Некоторые источники (Анджей Пшевозник) называют местом его рождения Карчево или Корчево. Крочево упоминается также литературным критиком Кжиштофом Томасиком в описании юности Рены Еленской, сестры Казимежа Скаржинского.

## Период до 1939 года
Казимеж Скаржинский принадлежал к старинной шляхетской семье герба Боньча и был сыном Хенрика и Марии из дома Чарновских. Получил образование в иезуитской гимназии в Вене, в школе политических наук в Париже и институте высшей торговли в Антверпене. В 1913—1919 годах находился в Закавказье, где был представителем французской компании, занимающейся добычей и переработкой меди. После революции в России выполнял функции связного между татарами и курдами во время боев с турецкой армией. Во время советско-польской войны воевал добровольцем в отрядах польской кавалерии. В 1935 году женился на Софье Замойской, дочери министра иностранных дел Республики Польша, Маврикия Замойского. У этого брачного союза было двое детей: Марек и Мария. Марек Скаржинский трагически погиб в Канаде в 1957. Мария Скаржинская является активистом полонии в канадской провинции Альберта. Сестрой Казимежа Скаржинского была Рена (Тереза) Еленская, пользующаяся признанием переводчица английской и итальянской литературы, мать известного польского интеллектуала Константия Еленского.

## ПКК

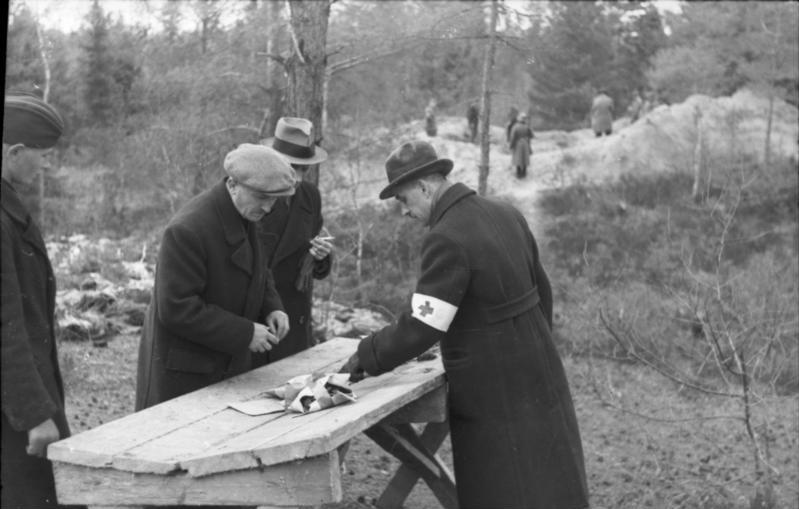
Комиссия ПКК в Катыни в 1943

Воспользовавшись предложением своей тётки Марии Тарновской, в январе 1940 года принял должность генерального секретаря Польского Красного Креста — одной из немногих сравнительно независимых польских организаций во время немецкой оккупации Польши.
Скаржинский подробно описал вопросы связанные с открытием немцами катынских могил в своём Рапорте из Катыни, к которому прилагался составленный по горячим следам список убитых (июнь 1943 г.), дважды впоследствии дополненный (в 1945 и 1946 гг.).
После обнаружения немцами массовых могил в катынском лесу они потребовали, чтобы Польский Красный Крест (ПКК) взял на себя эксгумацию и исследование трупов. Казимеж Скаржинский после обсуждения с главным правлением ПКК взялся за эту миссию. Сознавая чрезвычайную ситуацию и сложное положение ПКК, направленного на эту работе немецкими оккупантами, он создал сугубо техническую комиссию, которая не могла быть заподозрена в преследовании политическо-пропагандистских целей. Он руководил работой комиссии непосредственно в Катыни, а также из Варшавы с 17 апреля до 7 июня 1943 года. Составленный им секретный отчёт передал подпольному правительству Польши. А генерал Стефан Грот-Ровецкий уже 13 мая проинформировал польское правительство в Лондоне о предварительном рапорте ПКК, полученным от Скаржинского.
Техническая комиссия вылетела в Смоленск специальным немецким самолётом 15 апреля. Из Смоленска утром 16 апреля членов комиссии перевезли автомобилями в Козьи Горы. В состав комиссии кроме Скаржинского входили: ротмистр Людвик Ройкевич, Ежи Водзиновский и др. Бартошевский. От лица митрополита краковского Адама Стефана Сапеги их сопровождал ксендз Станислав Ясинский, роль которого заключалась в благословении останков, а также криминолог из Кракова, доктор Тадеуш Прагловский, который сразу же по приезде из Кракова констатировал, что не видит здесь для себя никакой роли и немедленно уехал из Катыни. В состав немецкой группы входили директор Зензингер (нем. Zenzinger) из Бюро пропаганды ГГ в Кракове, три офицера криминальной полиции из Берлина и военнослужащие роты пропаганды (Aktivpropagandakompanie) из Смоленска под командованием обер-лейтенанта Словенцика. Скаржинский в тот же день запретил членам своей группы высказываться от имени комиссии и распорядился всем находиться всё время вместе, а также запретил делать какие-либо заявления для немецких репортёров.
После осуществления предварительного осмотра трупов и ознакомления с документами, найденными при убитых, Скаржинский принял решение о кратковременном возвращении в Варшаву, чтобы дать предварительный отчёт главному правлению ПКК и уточнить принципы дальнейшего поведения комиссии. В Протоколе номер 332 заседания президиума в Варшаве среди прочего констатировалось, что:
1. Поблизости Смоленска, в населённом пункте Катынь находятся частично раскопанные массовые могилы польских офицеров. 
2. Основываясь на осмотре около 300 до настоящего времени извлечённых трупов можно констатировать, что офицеры эти были убиты сзади выстрелами в головы, причём единообразный тип ранений бесспорно свидетельствует о массовой казни. 
3. Убийство не имело характера ограбления, потому что трупы находятся в мундирах, в сапогах, при орденах, причём при обыске нашлось значительное количество польских монет и банкнот. 
4. Судя по найденным бумагам, убийство произошло в марте-апреле 1940 года.
фрагмент. Протокола № 332 Заседания Президиума ПЦК (рапорт "Катынь" К. Скаржинского. стр. 17)
20 апреля 1940 года Главное правление ПКК в Варшаве отправило рапорт Казимежа Скаржинского в Международный Комитет Красного Креста в Женеву. Кроме перечисленных выше первоначальных членов комиссии, в её работах по эксгумации останков в короткий период приняли участие также другие представители ПКК: Стефан Колодзейский (пол. Stefan Kołodziejski), Хугон Кассур (пол. Hugon Kassur), Грациан Яворовский (пол. Gracjan Jaworowski), Антоний Годзик (пол. Antoni Godzik), др. Мариан Водзинский, Владислав Бучек (пол. Władysław Buczek), Францишек Кроль (пол. Franciszek Król), Фердинанд Плонка (пол. Ferdynand Płonka), Стефан Цупраяк (пол. Stefan Cupryjak) и Ян Миколайчик (пол. Jan Mikołajczyk).

## Эмиграция
После войны, в связи с допросами проводимыми коммунистическими прокурорами и отстранением от управления ПКК решением Маршала Польши Михала Роля-Жимерского, Казимежем Скаржинским было принято решение о побеге из новой Польши вместе с семьей. Для осуществления замысла он воспользовался ещё имеющимися тогда подпольными структурами, оставшимися после роспуска Армия крайовы. Границу перешёл в 1946 году.
Перед тем как покинуть Польшу, ещё в 1945 году, он дополнил свой предварительный рапорт о Катыни дополнительными фактами и известными ему наблюдениями, после чего тайно передал его в британское посольство в Варшаве. Этот полный рапорт посольство передало правительству Великобритании с припиской, что Скаржинский известен им ещё с довоенных времён и в связи с этим они ручаются за его добросовестность и честность..
После недолгого пребывания в Европе (в Лондоне, Нюрнберге и Париже), он в 1948 году переехал с семьей в Канаду. Несколько лет управлял земельным имуществом французской фирмы Crédit Foncier в провинции Саскачеван. В дальнейшем поселился в Калгари.
В 1951 году Палата представителей США созвала специальную комиссию «по расследованию массового убийства польских офицеров в Катынским лесу около Смоленска в России». Комиссия работала около двух лет, рассмотрев тысячи документов и выслушав многих свидетелей. К сотрудничеству были приглашены польское правительство в Варшаве (Народная Польша) и Лондоне (Правительство Польши в изгнании), правительство ФРГ и правительство СССР. Только лишь польское правительство в Лондоне и правительство ФРГ приняли приглашение. Слушания были организованы в разных местах: в Вашингтоне (октябрь 1951 года, февраль 1952 года и июнь 1952 года), Чикаго (март 1952 года) , Лондоне (апрель 1952 года), во Франкфурте (апрель 1952 года), в Берлине (апрель 1952 года) и Неаполе (апрель 1952 года). Во время слушаний в Чикаго комиссией были приняты показания Казимежа Скаржинского. Комиссия в конечном итоге однозначно установила, что американские военные и политические органы совершили политическую и моральную ошибку, принимая заверения Сталина о советской версии событий. Причиной этой ошибки было названо главенствующее в первой половине 40-х годов прошлого столетия желание обеспечения вступления России в войну на Дальнем Востоке и использования военного потенциала Красной Армии на восточном фронте в Европе.
Казимеж Скаржинский умер в 1962 году в Калгари, где и был похоронен. На кладбище, на котором его похоронили, лежат также другие поляки, близкие Казимежа Скаржинского, в том числе сестра жены Софии — княгиня Анна Чарторыйская с мужем Петром и умершая в 1999 году вдова Казимежа Скаржинского — Софя Скаржинская (Замойская). В Калгари по-прежнему проживает дочь Казимежа Скаржинского, активистка полонии и католической церкви Мария Скаржинская, а также его внук (сын Марии) Марек Скаржинский с женой.